# جيانينا راسيل
جيانينا راسيل (بالإيطالية: Giannina Russ)‏ هي مغنية ومغنية أوبرا إيطالية، ولدت في 27 مارس 1873 في لودي في إيطاليا، وتوفيت في 28 فبراير 1951 في ميلانو في إيطاليا.